# Sarah Ludford
Sarah Ludford (født 14. marts 1951) er siden 1999 britisk medlem af Europa-Parlamentet, valgt for Liberal Democrats (indgår i parlamentsgruppen ALDE).
1. ↑  Navnet er anført på engelsk og stammer fra Wikidata hvor navnet endnu ikke findes på dansk.
2. ↑  Navnet er anført på engelsk og stammer fra Wikidata hvor navnet endnu ikke findes på dansk.